# CA 바라카스 센트랄
클루브 아틀레티코 바라카스 센트랄(Club Atlético Barracas Central)는 아르헨티나의 수도 부에노스아이레스의 바르카스를 연고로 하는 축구 클럽이다.

## 선수 명단

### 현역
참고: FIFA 자격 규정에 따라 소속된 국가대표팀 국기를 표시합니다. 선수는 복수의 FIFA 비회원국 국적을 가지고 있을 수 있습니다.
| 번호 | 포지션 | 국적 | 이름 |
| ---- | ------ | ---- | ---- |

| 번호 | 포지션 | 국적   | 이름        |
| ---- | ------ | ------ | ----------- |
| 33   | MF     | 시리아 | 파쿤도 마터 |